# غيلبرت توهابوني
غيلبرت توهابوني (بالإنجليزية: Gilbert Tuhabonye) (من مواليد 22 نوفمبر 1974) هو عداء مسافات طويلة بوروندي، ومؤلف، ومتحدث تحفيزي. وُلِد في سونغا، وهي بلدة في مقاطعة سونغا، بوروندي، حيث نجا من مذبحة خلال الحرب الأهلية البوروندية.  انتقل إلى الولايات المتحدة وكتب كتاب عن نجاته. وهو متزوج أيضا من تريفين ولديه ابنتان هما إيما وجريس.

## نشأته
توهابوني هو أحد الناجين من المذابح التي وقعت خلال الحرب الأهلية البوروندية في أوائل التسعينيات. في أكتوبر 1993، قام أفراد من قبيلة الهوتو بغزو مدرسة توهابوني الثانوية وأسروا أكثر من 100 طفل ومعلم من التوتسي. تم قتل معظم الأسرى بالسواطير، أما البقية فقد تم حرقهم أحياء. وبعد أن أمضى ما يقرب من تسع إلى عشر ساعات مختبئ تحت جثث زملائه المحترقة ومعاناة من الحروق في معظم أنحاء جسده، تمكن توهابوني من الهروب وطلب العناية الطبية. نشر روايته في كتاب "هذا الصوت في قلبي: قصة ناجية من الإبادة الجماعية عن الهروب والإيمان والتسامح" (دار نشر هاربر كولينز، 2006).
بحلول عام 1996 أخذته مهاراته في الجري إلى الولايات المتحدة كجزء من برنامج تدريبي أوليمبي. حصل على منحة دراسية في المضمار بجامعة أبيلين كريستيان وكان بطل وطني في رياضة الركض. توهابوني هو المدرب الحائز على جائزة لمجموعة تدريب Gilbert's Gazelles في تكساس. عام 2006 شارك في تأسيس Gazelle Foundation، وهي منظمة غير ربحية تهدف إلى تحسين حياة الناس في بوروندي بغض النظر عن الانتماءات القبلية. اليوم أصبح جيلبرت مواطن أمريكي ويعيش في أوستن، تكساس، مع زوجته وأطفاله.  تم عرض أغنية "هذا الصوت في قلبي" على الراديو الوطني العام وعلى هيئة الإذاعة البريطانية.

## المسابقة

### ملخص
كان توهابوني بطل مؤتمر لونستار عام 1999 في سباق 1500 متر وسباق الضاحية 8 كيلومتر. تنافس توهابوني دوليًا في أوروبا ومثل بوروندي في سباق شيبا إيكيدن ريلاي عام 1999 في شيبا باليابان. بعد التخرج من الكلية، سجل توهابوني أفضل رقم شخصي له وهو 2:23 في الماراثون و1:06 في نصف الماراثون.

### المسيرة الرياضية

#### بوروندي
- 1992:
  - بطل بوروندي الوطني، 400 متر
  - بطل بوروندي الوطني، 800 متر
- 1996: أحد الطلاب البورونديين الثمانية الذين تم اختيارهم للسفر إلى الولايات المتحدة للتدريب، وربما التأهل للمشاركة في الألعاب الأوليمبية لعام 1996 في أتلانتا[4]

#### الولايات المتحدة - الكلية
- 1999:
  - بطل القسم الثاني الوطني لألعاب القوى داخل الصالات في سباق 800 متر (1:52.20)
  - بطل مؤتمر لون ستار في سباق 1500 متر (3:51.94)
- 2000:
  - المركز الثاني في بطولة Lone Star Conference Championships (القسم الثاني من NCAA) في سباق 800 متر (1:53.01)
  - المركز الثالث في بطولة الجامعات الوطنية للصالات المغلقة (القسم الثاني من NCAA) في سباق 800 متر (1:50.96)
  - المركز الثالث في بطولة Lone Star Conference Championships (القسم الثاني من NCAA) في سباق 1500 متر (3:53.43)
  - المركز الخامس في بطولة الجامعات الوطنية للصالات المغلقة (القسم الثاني من NCAA) في الميل (4:06.91)
  - عضو أربع مرات في فرق Lone Star Conference Title (NCAA Division II)
  - عضو خمس مرات في فرق بطولة NCAA للقسم الثاني الوطنية

#### الولايات المتحدة - محترف
- 2005: ماراثون أوكلاهوما سيتي التذكاري ؛ 1:09:45، المركز الأول
- 2006: ماراثون أوكلاهوما سيتي التذكاري؛ 1:11:19، المركز الأول
- 2007:
  - ماراثون شيكاغو ؛ 2:33:03، المركز 25 في الترتيب العام/المركز الثامن في القسم
  - تحدي ديكر ٢٠ كيلومتر، أوستن، تكساس؛ ١:٠٩:١٧، المركز السادس في الترتيب العام/المركز الأول في القسم
  - سباق ARA 20 ميلر، أوستن، تكساس؛ 1:54:12، المركز الأول
- 2008:
  - ماراثون مويز بيتر هاف، سان ماركوس، تكساس؛ 1:14:59، المركز الأول
  - نصف ماراثون AT&T، أوستن، تكساس؛ 1:12:20، المركز العاشر في الترتيب العام/المركز الثاني في القسم

### السجلات الشخصية
- 400 متر : 48.16 كينيا
- 800 متر : 1:47.2 كينيا
- ميل جري : 3:57 جورجيا
- جري 5 كيلومترات : 13:40 تشيبا إيكيدن
- جري 10 كيلومترات : 29:24
- نصف الماراثون : 1:04:00 بوجومبورا، بوروندي
- 20 كيلومترًا: 1:03:00 تحدي ديكر (أوستن، تكساس)
- 25 ألفًا: 1:22:00 أوستن تكساس
- 30 ألفًا: 1:39:00 أوستن تكساس
- ماراثون : 2:22:07 ماراثون الجدة ( دولوث، مينيسوتا )

## الجوائز الخاصة
- 1996: تم اختياره لحمل الشعلة الأولمبية في برمنغهام، ألاباما، لدورة الألعاب الأولمبية الصيفية لعام 1996
- 1999: جائزة الخطوات العملاقة لليوم الوطني للرياضيين الطلاب في فئة الرياضيين الطلاب الشجعان، كما تم اختيارها من قبل الاتحاد الوطني للأكاديميين والرياضة؛ قدمها الرئيس بيل كلينتون في البيت الأبيض
- 2004: ماراثون أوستن "جائزة كولومبيا"
- 2005: تم التصويت له كفائز بالمركز الثالث في فئة أفضل مدرب جري في تكساس التي نشرتها مجلة Competitor Texas Magazine [5]
- 2009: تم تكريمه باعتباره " نجمًا لامعًا للمثابرة " من قبل مجلس Will Return of Assurant لمزايا الموظفين، كانساس سيتي، كانساس

## روابط خارجية
- موقع جيلبرت توهابوني